# Monitoren-Kriegsabzeichen

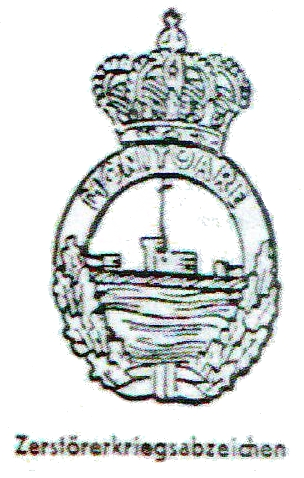
Das rumänische Monitoren-Kriegsabzeichen (fehlerhafte Bildunterschrift und Form aus der Zeitschrift Uniformen-Markt)

Das Monitoren-Kriegsabzeichen war ein während des Zweiten Weltkriegs verliehenes rumänisches Kriegsabzeichen an Angehörige der königlich rumänischen Marine, welches am 27. Mai 1943 per Verordnung durch das Ministerium der Nationalen Verteidigung von Marschall Ion Antonescu gestiftet wurde.

## Verleihungsvoraussetzungen
Das Monitoren-Kriegsabzeichen wurde allen Besatzungsangehörigen von Monitorschiffen der rumänischen Marine verliehen, wenn diese 40 Tage auf See bei verschiedenen Operationen oder sechs Gefechtsberührungen mit feindlichen Schiffen zugegen waren. Ferner auch bei zwölf Gefechtsberührungen mit feindlichen Batterien.

## Aussehen und Trageweise
Das runde Monitoren-Kriegsabzeichen ist grau silbern gehalten und zeigt in seiner unteren Hälfte einen Eichenlaubkranz und in seiner oberen Hälfte die Inschrift: MONITOARE (Monitorschiff). In dessen Mitte ist zentral eine mittig dargestelltes fahrenden Monitorenschiff mit Schiffsaufbauten zu sehen, welches von rechts kommend nach links auf stilisierten Wellen kreuzt. Das obere Ende des Kriegsabzeichen ziert die königlich rumänische Krone. Getragen wurde es als Steckkreuz zu allen militärischen Anzügen unter der Ordensschnalle an der linken Brusttasche.